# Ybypyté
El Cerro Ybypyté es un montículo situado en el Departamento de Paraguarí, República del Paraguay, y en la jurisdicción del municipio de la Ciudad de Paraguarí. También se sitúa en las cercanías del Arroyo Caañabé. Su pico es de 200 metros sobre el nivel del mar. Pertenece a la cadena de cerros de la Cordillera de Ybycuí.

Ubicación
25°45′9″S 57°10′40″O / -25.75250, -57.17778
- Datos: Q6169878